# پر فریمان
پر فریمان (انگلیسی: Per Frimann؛ زادهٔ ۴ ژوئن ۱۹۶۲) یک بازیکن فوتبال اهل دانمارک است.
از باشگاه‌هایی که در آن بازی کرده‌است می‌توان به اندرلشت و باشگاه ورزشی آرهوس اشاره کرد.
وی همچنین در تیم ملی فوتبال دانمارک بازی کرده‌است.